# Ellis Webster
 (octobre 2020).
Ellis Lorenzo Webster, né le 25 mars 1963 à Island Harbour, est un homme politique britannique. Il est Premier ministre d'Anguilla de 2020 à 2025 et dirige le Mouvement progressiste.

## Biographie
Ellis Webster fréquente l'école primaire et secondaire de son île, Island Harbour. Il reçoit une bourse du gouvernement d’Anguilla pour étudier les soins dentaires et travaille pendant deux comme dentiste pour le compte du gouvernement. Il suit ensuite des études de biologie à l'Université des Îles Vierges d'où il sort licencié en 1986. Il part ensuite continuer ses études à l'université Yale d'où il sort diplômé d'une maîtrise en biologie et continue alors avec des études de médecine, toujours à Yale, d'où il sort diplômé en 1991. Il se spécialise ensuite en otorhinolaryngologie à l'université de l'Iowa.
Après avoir terminé ses études, il déménage en Floride où il exerce pendant plus de 18 ans. Tout en ayant une clientèle payante, le Dr Webster fourni des soins ORL aux patients indigents de Floride ou originaires de la Caraïbe. En outre, il est engagé dans des programmes de mentorat pour les élèves du primaire et du secondaire et dirige la T. Leroy Jefferson Medical Society une association de médecins issus des minorités dans le comté de Palm Beach et s'implique dans des campagnes politiques locales, étatiques et fédérales aux États-Unis.
Au début des années 2010, il revient sur son île natale, installe un cabinet d'ORL et s'implique peu à peu dans la vie politique locale au sein du Mouvement uni d'Anguilla dont il devient le chef en octobre 2014, succédant à Hubert Hughes. Son parti subi une sévère défaite lors des élections de 2015 en perdant tous ses sièges. Ellis Webster, qui se présentait pour la première fois, est lui-même battu. Il décide alors une grande réforme du parti qui change de nom et devient le Mouvement progressiste d'Anguilla (APM). Ce travail paye, l'APM remporte les élections de 2020 avec sept sièges sur les onze élus. Ellis Webster devient Premier ministre d'Anguilla le 30 juin 2020. Lors des élections de février 2025, l'APM n'obtient que trois sièges et est battu par le Front uni, dont la dirigeante, Cora Richardson-Hodge, succède à Ellis Webster comme Première ministre le 27 février.